# Kazimierz Ostrowicz
Kazimierz Ostrowicz (ur. 22 września 1921 w Glinianach, zm. 28 lipca 2002 we Wrocławiu) – polski aktor.
Pracę aktorską rozpoczynał w 1949 roku w Teatrze Lalek w Wałbrzychu, gdzie był równocześnie kierownikiem technicznym. W 1959 roku przeniósł się do Wrocławia, gdzie został aktorem Teatru Rozmaitości. W 1972 roku wrócił do Wałbrzycha i do przejścia na emeryturę w 1978 roku był w zespole Teatru Dramatycznego. W 1971 roku zdał egzamin eksternistyczny. Pochowany we Wrocławiu na Cmentarzu Osobowickim 1 sierpnia 2002 roku (Pole 84).

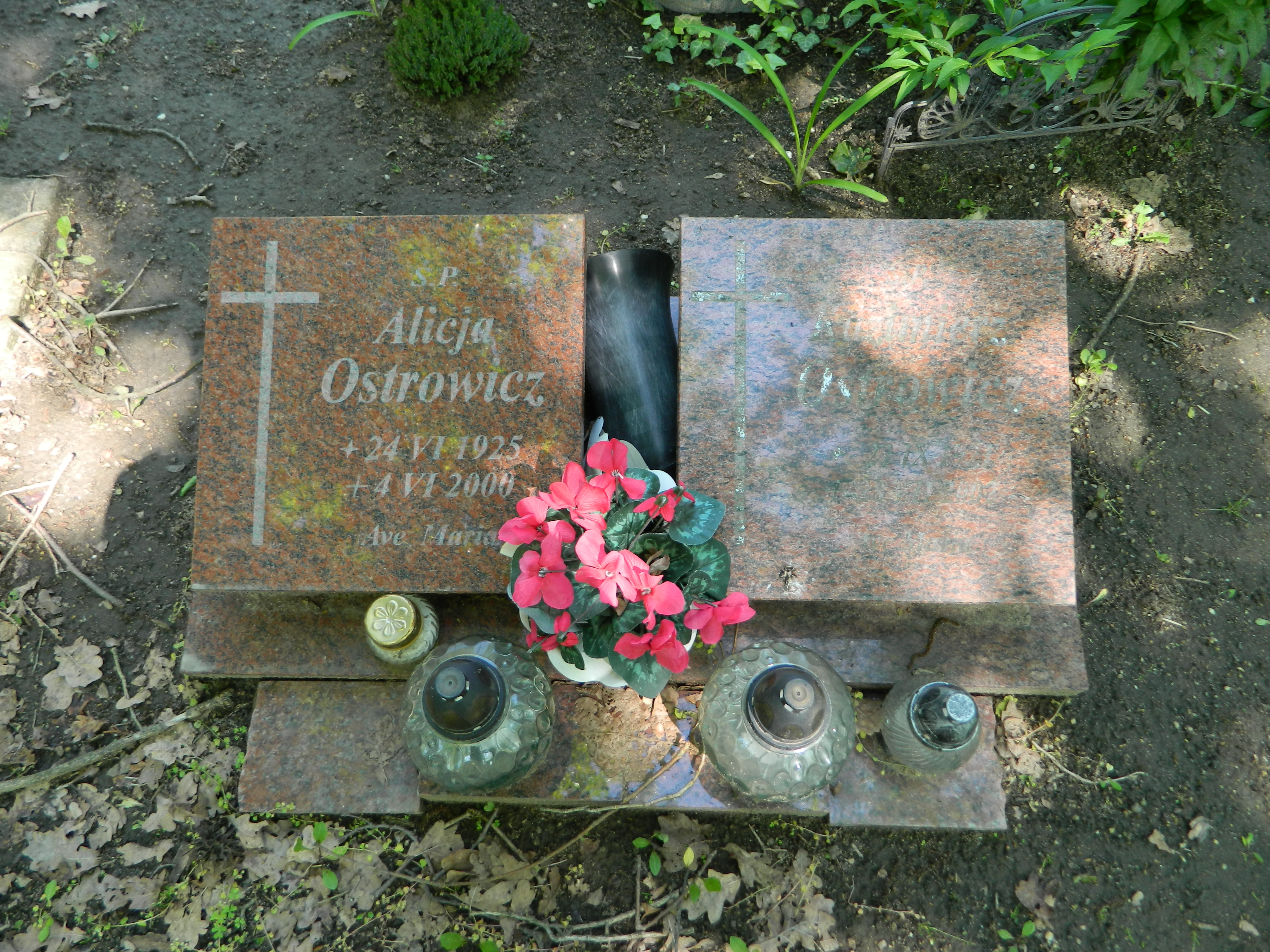
Grób Kazimierza Ostrowicza na Cmentarzu Osobowickim we Wrocławiu (pole 84, grób 209, rząd 1 od pola 116)

## Filmografia
- Giuseppe w Warszawie (1964) jako żandarm
- Czterej pancerni i pies (1966) jako SS-mann
- Szyfry (1966) jako konduktor
- Morderca zostawia ślad (1967) jako oficer SS
- Lalka (1968) brat Wysockiego
- Kto wierzy w bociany? (1970) jako majster w odlewni dzwonów
- Martwa fala (1970) jako marynarz
- Meta (1971) jako kolejarz
- Piżama (1971) jako ojciec Jadwigi
- Zaraza (1971) jako znajomy Marii Kwiatek
- Fortuna (1972) jako Kolasiewicz
- Gruby (1972) jako Franciszek Kozioł
- Z tamtej strony tęczy (1972) jako mężczyzna na sali sądowej
- Droga (1973) jako członek rodziny Heleny Gerlicz
- Znaki szczególne (1976) jako robotnik na budowie zapory
- Misja (1980) jako Reschke, gość w hotelu
- Wyjście awaryjne (1982) jako petent w urzędzie gminy
- Trzy młyny (1984) (odc. 2)
- Banda Rudego Pająka (1988) jako Józef Koza, dziadek Kozy, głosu użyczył Franciszek Pieczka
- Konsul (1989) jako ojciec Mitury
- Szklany dom (1989) jako listonosz Ostrowski
- Życie jak poker (1998–1999) jako pan Kazio, dozorca w kamienicy Joanny Pawlik i dr. Szymona
- Świat według Kiepskich (1999–2002) jako Borysek